# Mock-Objekt
Ein Mock-Objekt (auch Attrappe, von englisch to mock ‚etwas vortäuschen‘) ist in der Softwareentwicklung ein Programmteil, der zur Durchführung von Modultests als Platzhalter für echte Objekte verwendet wird. Solche Hilfsmittel werden umgangssprachlich auch Mocks genannt.
Es ist nicht immer möglich oder erwünscht, ein einzelnes Objekt vollkommen isoliert zu testen. Soll die Interaktion eines Objektes mit seiner Umgebung überprüft werden, muss vor dem eigentlichen Test die Umgebung nachgebildet werden. Das kann umständlich, zeitaufwändig oder gar nur eingeschränkt oder überhaupt nicht möglich sein.
In diesen Fällen können Mock-Objekte helfen. Mock-Objekte implementieren die Schnittstellen, über die das zu testende Objekt auf seine Umgebung zugreift. Sie stellen sicher, dass die erwarteten Methodenaufrufe vollständig, mit den korrekten Parametern und in der erwarteten Reihenfolge durchgeführt werden. Das Mock-Objekt liefert keine Echtdaten zurück, sondern vorher zum Testfall passend festgelegte Werte. Das Mock-Objekt kann somit dazu verwendet werden, ein bestimmtes Verhalten nachzustellen.

## Einsatz
Konkret sind Mock-Objekte sinnvoll, wenn das „echte“ Objekt
- von „unerwarteten Fehlern“ während der Tests nicht beschädigt werden soll,
- nicht deterministische Ergebnisse liefert (z. B. die aktuelle Uhrzeit oder die aktuelle Temperatur),
- Schwierigkeiten bei der Vorbereitung oder während der Ausführung bereitet (z. B. beim Testen von Benutzungsoberflächen),
- Verhalten zeigen soll, das nur schwer auszulösen ist (z. B. einen Netzwerkfehler),
- langsam oder sehr komplex ist (z. B. eine vollständige Datenbank, die vor jedem Test erst initialisiert werden müsste),
- noch nicht existiert (z. B. in größeren Software- oder Hardware-Entwicklungsprojekten),
- Informationen und Methoden ausschließlich zu Testzwecken (und nicht für seine eigentliche Aufgabe) zur Verfügung stellen müsste,
- nicht oder schwer rückgängig zu machende Prozesse anstößt (z. B. Dateien einer Netzwerkressource löscht).

Im Gegensatz zu Modultests testen Integrationstests das gesamte System aus miteinander verbundenen Komponenten (engl. units). Dabei sind normalerweise keine Mock-Objekte mehr erforderlich.

## Unterschiedliche Typen
Um Testobjekte beim Modultest zu isolieren, können Hilfsobjekte als Stellvertreter implementiert und benutzt werden. Bekannt sind folgende Hilfsobjekte:
Dummy
Ein Objekt, das im Code weitergereicht, aber nicht verwendet wird. Wird eingesetzt, um Parameter mit Werten zu befüllen.
Fake
Ein Objekt mit Implementierung. Die Implementierung ist dabei jedoch eingeschränkt, wodurch ein Einsatz in der Produktionsumgebung nicht möglich ist. Ein typisches Beispiel für ein Fake ist eine Datenbank, die Daten nur temporär im Speicher hält.
Stub
Ein Objekt, welches beim Aufruf einer bestimmten Methode unabhängig von der Eingabe die gleiche Ausgabe liefert.
Mock
Ein Objekt, das bei vorher bestimmten Funktionsaufrufen mit bestimmten übergebenen Werten eine definierte Rückgabe liefert. Zur Erstellung des Mock-Objektes verwendet man üblicherweise ein Mocking Framework.
Spy
Ein Objekt, welches Aufrufe und übergebene Werte protokolliert und bei Bedarf zurückliefert. Dabei werden Fake-, Stub- oder Mock-Objekte zu einem Spy erweitert. Alternativ kann ein Decorator eingesetzt werden.
Shim, Shiv
Eine Bibliothek, welche die Anfrage an eine Programmierschnittstelle abfängt und selbst behandelt (z. B. mittels eines Fake-, Stub- oder Mock-Objekts), die übergebenen Parameter verändert oder die Anfrage umleitet.